# Шкіндер Владислав Петрович
Владислав Петрович Шкіндер (нар. 29 грудня 1998) — український футболіст, захисник ФК «Поділля».

## Клубна кар'єра
Вихованець волинського БРВ-ВІК, за який виступав до кінця липня 2015 року. Після цього перебрався до «Олександрії». У сезонах 2015/16 та 2016/17 років виступав переважно в юніорському (U-19) чемпіонаті України. Починаючи з сезону 2017/18 років грав за молодіжну команду олександійців. Вперше до заявки на поєдинок Прем'єр-ліги потрапив 19 листопада 2016 року, на матч проти луганської «Зорі», але залишився на лаві запасних. Проходив збори з першою командою «Олександрії». Але в офіційних матчах за «городян» так і не зіграв жодного разу, виходив на поле виключно в товариських матчах.
12 вересня 2019 року підписав контракт з ФК «Ужгород». Дебютував за команду з обласного центру 13 вересня 2019 року в переможному (3:1) домашньому поєдинку 9-о туру групи А Другої ліги проти київської «Оболоні-Бровар-2». Владислав вийшов на поле в стартовому складі, а на 72-й хвилині його замінив Віктор Ряшко.

## Кар'єра в збірній
Виступав за юнацькі збірні України (U-17) та (U-18). У складі збірної U-18 учасник міжнародних турнірів у Латвії та Словаччині.
У футболці юнацької збірної України (U-19) дебютував 6 жовтня 2016 року в переможному (2:0) домашньому поєдинку кваліфікації юнацького чемпіонату Європи проти юнацької збірної Ісландії U-19. Загалом за команду U-19 зіграв 2 матчі.